# How Ace Are Buildings
How Ace Are Buildings è il primo album in studio del gruppo alternative rock britannico A, pubblicato nel 1997.

## Tracce
1. Turn It Up – 1:33
2. Foghorn – 3:04
3. Cheeky Monkey – 3:36
4. Number One – 3:50
5. Bad Idea – 2:21
6. Sing-A-Long – 4:20
7. Winter of '96 – 5:28
8. Out of Tune – 4:19
9. Fistral – 3:59
10. House Under the Ground – 4:01
11. Five in the Morning – 3:14
12. Ender – 18:07